# 板橋温泉
板橋温泉（いたばしおんせん）は、東京都板橋区（旧国武蔵国）にある温泉。
狭義には板橋温泉スパディオのみを指すが、ここでは板橋区内の温泉全般について記載する。

## 泉質
スパディオとさやの湯処ほぼ同じ泉質を示し、成分表示では「ナトリウム・塩化物強塩温泉」と記載されている。
ときわ健康温泉は、温泉法上の温泉に該当するが泉温は17度と低めで、加温している。
- スパディオ・さやの湯処（閉館）
  - ナトリウム・塩化物強塩温泉

源泉温度39度
透明な黄褐色の源泉
- ときわ健康温泉
  - 温泉法上の温泉（メタ珪酸）

源泉温度17度
無色透明、無味無臭
湧出量毎分154リットル

## 温泉地
板橋区内には2007年6月現在、板橋温泉スパディオ（宮本町）と前野原温泉さやの湯処（前野町）、ときわ健康温泉（中台）の3つの施設が存在する。

## 歴史
スパディオの開湯は2000年1月、さやの湯の開湯は2005年である。どちらも地下1,500メートルまで掘削した源泉である。なお、スパディオは2024年7月10日の営業を最後に閉館した。

## アクセス
- スパディオ（所在地 : 東京都板橋区宮本町49-4）へ
  - 鉄道 : 板橋本町駅（都営地下鉄三田線）から徒歩8分

- さやの湯処（所在地 : 東京都板橋区前野町3-41-1）へ
  - 鉄道 : 志村坂上駅（都営三田線）から徒歩8分

- ときわ健康温泉（所在地 : 東京都板橋区中台1-25-5）へ
  - 鉄道 : 上板橋駅（東武東上本線）から徒歩7分